# Giancarlo Muratori
Giancarlo Muratori (Milano, 31 dicembre 1958 – Roma, 15 gennaio 1996) è stato un autore televisivo e doppiatore italiano.

## Biografia
Noto per aver dato la voce al pupazzo Uan in Bim Bum Bam (dal 1994 sostituito da Pietro Ubaldi), la trasmissione TV per ragazzi nata nel 1982 che ha lanciato Paolo Bonolis e di cui era – insieme allo stesso Bonolis – tra gli autori.
Oltre a Uan, in Bim Bum Bam aveva dato vita ad una serie di altri personaggi, perlopiù prestando semplicemente la voce o, talvolta, comparendo in scena (ad esempio, quando impersonò Tundra Jones, il cugino di James Bond). Inoltre Muratori, sempre come voce di Uan, ha inciso le sigle del programma dal 1984 al 1992, cominciando con Bonolis (dal 1984 al 1989), Manuela Blanchard (dal 1985 al 1988, nel 1990 e 1991), Daniele Demma (voce di Ambrogio, dal 1989 al 1992), Carlo Sacchetti, Debora Magnaghi e Carlotta Pisoni Brambilla (dal 1989 al 1991), Roberto Ceriotti (nel 1990 e 1991) e infine Marco Bellavia (nel 1991). Protagonista di diversi sketch con Bonolis, nei quali la voce di Muratori impersonava il tirannico commendator Brandolin o la Signora Regia. In Ciao Ciao dava la voce al pupazzo Four durante le prime due edizioni del programma (incidendo nel 1985 con Giorgia Passeri il brano Nuovi amici a Ciao Ciao, che era la seconda sigla del programma), poi ha interpretato anche i vicini di casa della stessa Passeri, fra cui l'anziana signora Inga e Romeo.
Nel 1983 fu inoltre testimonial delle caramelle balsamiche Victors.
Morì nel 1996 a 37 anni a causa di un cancro.